# Leo Soekoto
Leo Soekoto SJ (* 23. Oktober 1920 in Jali, Indonesien; † 30. Dezember 1995) war ein 	indonesischer Ordensgeistlicher und Erzbischof von Jakarta.

## Leben
Leo Soekoto trat der Ordensgemeinschaft der Jesuiten bei und empfing am 22. August 1953 das Sakrament der Priesterweihe.
Am 21. Mai 1970 ernannte ihn Papst Paul VI. zum Erzbischof von Jakarta. Der Erzbischof von Semarang, Justinus Kardinal Darmojuwono, spendete ihm am 15. August desselben Jahres die Bischofsweihe; Mitkonsekratoren waren der Bischof von Denpasar, Paul Sani Kleden SVD, und der emeritierte Erzbischof von Jakarta, Adrianus Djajasepoetra SJ.